# Jastrzębski Klub Fotograficzny „Niezależni”
Jastrzębski Klub Fotograficzny „Niezależni” – polskie stowarzyszenie fotograficzne utworzone w 1972 roku, w Jastrzębiu-Zdroju. Członek zbiorowy Federacji Amatorskich Stowarzyszeń Fotograficznych w Polsce, istniejącej w latach 1961–1989.

## Historia
Jastrzębski Klub Fotograficzny „Niezależni” utworzono z inicjatywy (między innymi) Zofii Lubczyńskiej oraz Jerzego Lubczyńskiego – wespół z członkami założycielami wywodzącymi się z jastrzębskiej Harcerskiej Agencji Fotograficznej. W 2002 roku stowarzyszenie obchodziło jubileusz 30-lecia działalności. Na przestrzeni 30 lat JKF N zaprezentował 343 wystawy fotografii w Polsce (m.in. w Jastrzębiu-Zdroju, Katowicach, Mysłowicach, Łaziskach Górnych, Olzie, Pawłowicach, Rybniku, Zielonej Górze, Żorach) i za granicą (m.in. w Quimper, we Francji). W 1997 roku (z okazji 25-lecia istnienia klubu) stowarzyszenie wydało Alamanach 1972–1997, poświęcony działalności klubu – w 2002 roku wydano  Suplement do Almanachu. W tym samym, jubileuszowym roku w Galerii Epicentrum Miejskiego Ośrodka Kultury w Jastrzębiu-Zdroju otwarto wystawę członków stowarzyszenia pod tytułem Fotografie wybrane.
Członkowie klubu uczestniczyli w plenerach fotograficznych, pokazach diaporam, warsztatach fotograficznych. Kilku członków JKF N zostało uhonorowanych tytułami artystycznymi Międzynarodowej Federacji Sztuki Fotograficznej FIAP, kilku członków zostało przyjętych w poczet członków Fotoklubu Rzeczypospolitej Polskiej Stowarzyszenia Twórców, kilku członków zostało odznaczonych Odznakami „Zasłużony Działacz Kultury” oraz złotymi, srebrnymi i brązowymi Odznakami Honorowymi Federacji Amatorskich Stowarzyszeń Fotograficznych w Polsce.
JKF współpracował z podobnymi organizacjami fotograficznymi działającymi (m.in.) w Katowicach, Krakowie, Poznaniu, Szczecinie, Zielonej Górze oraz zagranicznymi stowarzyszeniami fotograficznymi w Burgasie (Bułgaria) i w  Opawie (Czechy).

## Działalność
Celem działalności Jastrzębskiego Klubu Fotograficznego „Niezależni” jest upowszechnianie fotografii, sztuki fotograficznej oraz promocja miasta Jastrzębia-Zdroju. JKF N jest organizatorem wystaw fotograficznych; dorocznych, indywidualnych, zbiorowych, poplenerowych (m.in. członków stowarzyszenia) oraz wystaw pokonkursowych. Jest organizatorem wystaw fotograficznych innych polskich fotografów (m.in. Henryk Tkocz, Zbigniew Podsiadło, Maria Śliwa, Chris Niedenthal, Jerzy Wygoda, Jarosław Gilga, Józef Ćwiek, Stanisława Sputo, Henryk Rogoziński, Barbara Panek, Paweł Janczaruk, Antoni Podeszwa). Jest organizatorem konkursów fotograficznych, prelekcji, spotkań, warsztatów fotograficznych. Spotkania członków i sympatyków Jastrzębskiego Klubu Fotograficznego „Niezależni” odbywają się raz w tygodniu, w Domu Zdrojowym w Jastrzębiu-Zdroju.